# Ливингстон, Уильям
Уильям Ливингстон (англ. William Livingston; 1723—1790) — американский, политический деятель, Литератор, лингвист, юрист, агроном и член-учредитель Американского философского общества. Его подпись стоит под Континентальной ассоциацией и Конституцией США. Первый губернатор штата Нью-Джерси.

## Биография
Ливингстон родился 30 ноября 1723 года в провинции Нью-Йорк, в городе Олбани, в семье Филипа Ливинстона и Аиды Скайлер. Его родные относились к верхушке колониального нью-йоркского общества, имели обширное поместье на берегу  Гудзона недалеко от Олбани. Богатство и ряд брачных союзов с другими крупными семьями дали им большое политическое и экономическое влияние в колонии. Ливингстон получил начальное образование в местном регионе; его кругозор значительно расширился в 14-летнем возрасте, когда семья отправила его на год в качестве миссионера к индейцам-ирокезам. В 1738 году он поступил в Йельский колледж, а по окончании (1741) переехал в Нью-Йорк, чтобы изучать право. Работал клерком под руководством Джеймса Александера и Уильяма Смита, борцов за гражданские права и лучших юристов того времени. В 1748 году Ливингстон был принят в адвокатское сообщество и открыл свою практику в городе. 

## Политическая карьера
Прогрессивные взгляды на правовые вопросы естественным образом привели Ливингстона к политической карьере. В 1752 году он основал «Reflector, еженедельную газету, которая, как и его юридическая практика, объединила его с критиками политического статус-кво. Публикуя эссе и сатирические произведения, он выработал последовательную позицию по важным местным, в том числе национальным вопросам. Он утверждал, например, что Королевский колледж (ныне Колумбийский университет) должен быть не сектантским, а его попечители и преподаватели должны быть свободны от каких-либо религиозных или политических убеждений. Его аргументированные призывы к отделению церкви от государства привлекли внимание многих людей, ставших впоследствии его союзниками. Эта деятельность в 1768 году привела к избранию Ливингстона в Генеральную Ассамблею Нью-Йорка, где он выступал против вмешательства Великобритании в политические и экономические права её американских подданных. Путем непрекращающейся критики укоренившейся политической элиты он стремился содействовать союзу между прогрессивными слоями общества. Ливингстон считал, что контроль над общественными делами лучше всего осуществляется людьми, имеющими собственность и образование, также его беспокоил рост народных восстаний против усилившегося давления парламента Великобритании по контролю над колониями. 
Когда в 1769 году его попытки сдержать деятельность «Сынов свободы» и других радикальных группировок в Нью-Йорке потерпели неудачу, он со своими союзниками потерял контроль над Ассамблеей. Обременённый большой семьей, Ливингстон ушел из политики (1770), чтобы продолжить жизнь джентльмена-фермера в Нью-Джерси. Он снял дом в Элизабеттауне (ныне Элизабет) в провинции Нью-Джерси. Известно, что в его доме некоторое время в 1772 году жил Александр Гамильтон. Он начал строить для своей семьи большой дом, который получил название «Зал Свободы», надеясь превратить поместье в образец современного научного сельского хозяйства. 
В 1774 году началась Американская революция, 21 июля в Нью-Брунсвике собрались 72 делегата со всей колонии, которые постановили отправить делегатов на Континентальный Конгресс. Одним из делегатов был избран Ливингстон. Он пробыл в Конгрессе до июня 1776 года, но был отозван Ассамблеей, так как был противником независимости колоний. Ему предложили возглавить ополчение колонии, но он отказался.
В 1776 году была принята Первая конституция Нью-Джерси, после чего Ливингстон был выбран первым губернатором нового штата.
На Филадельфийском конвенте возглавлял комиссию, которая пришла к компромиссу по рабству (сам он был противником рабства). Способствовал ратификации Конституции в Нью-Джерси, используя для этого полномочия губернатора.

## Борец за независимость
Когда в конце 1775 года Нью-Джерси во время войны за независимость начал организовывать свою оборону, он присоединился к ополчению в качестве бригадного генерала, старшего офицера штата. Он настаивал на том, чтобы первыми полками, сформированными для Континентальной армии Вашингтона, командовали более опытные люди, в то время как он сосредоточился на задачах по организации и обучению солдат-граждан штата. Эти усилия значительно повлияли на более позднюю боевую эффективность подразделений Нью-Джерси.
Накануне обретения независимости Ливингстон покинул свое место в Континентальном конгрессе, чтобы приступить к военным действиям. Ливингстон выступил с отрядом ополченцев Нью-Джерси, чтобы обезопасить северную береговую линию штата от любой внезапной высадки врага и блокировать связь между британцами и местными роялистами, а также пресекать дезертирство. Штаб милиции располагался в соседнем Элизабеттауне, и генерал Ливингстон использовал свой дом, Зал Свободы, в качестве казарм для ополчения.

## Губернаторство
В августе 1776 года он ушел в отставку из военной комиссии, чтобы стать первым губернатором, избранным в соответствии с новой конституцией штата. В своей инаугурационной речи Ливингстон призвал людей проявить «дух экономии, трудолюбия и патриотизма, а также ту общественную честность и праведность, которые не могут не возвеличить нацию, и обратив наши лица, как кремень, против той распущенности и политической коррумпированности, которая будет когда-либо быть укором для любого народа». Публика сразу же прозвала нового губернатора «Доктором Флинтом».
Был преданным служителем дела, ежегодно переизбирался на эту должность до самой смерти.
Будучи губернатором не уклонялся от политически непопулярных решений. Например, его толерантное отношение к тем, кто оставался верным Короне, вызывало возмущение у многих патриотов.

## Государственная деятельность
Самым большим вкладом губернатора Ливингстона в будущую республику может считаться его работа с ополчением штата. Ливингстон считал членство в ополчении правом, а не обязанностью, и что эффективный отряд солдат-ополченцев ликвидирует необходимость в большой регулярной армии. Он стремился повысить качество государственных войск, снабдив их лучшим вооружением и обмундированием и соответственно обучив их.
В послевоенные годы он решительно и неоднократно высказывался о необходимости наделить центральное правительство большими полномочиями. В 1787 году он возглавил делегацию своего штата на Конституционном съезде в Филадельфии. Ливингстон поддержал усилия собравшихся делегатов по созданию нового и более сильного правительства, несмотря на вероятность того, что результат окажется непопулярным в таком маленьком штате, как Нью-Джерси, опасавшемся господства более крупных соседей. Он верил в то, что разумные и патриотичные люди могут в конечном итоге прийти к компромиссу, который защитит интересы каждого.
Ливингстон в конечном итоге принял Великий компромисс, в соответствии с которым права штатов были защищены в Сенате, и который придавал каждому штату равный вес. Его величайший личный компромисс был принят, когда он находился на должности председателя комитета, занимавшегося проблемой рабства. Выступая против рабства, Ливингстон, тем не менее, подчинил себе свои чувства и выработал компромисс, который обеспечил принятие Конституции рабовладельческими штатами. Он был убежден, что Конституция сделает возможными политические и законодательные процессы, с помощью которых рабство в долгосрочной перспективе может быть искоренено в мирном процессе.
После съезда Ливингстон вернулся домой, чтобы заручиться поддержкой критически важного ратификационного голосования. Он возглавил эту битву и был удовлетворен скоростью, с которой его государство оформило свое одобрение. В 1788 году, всего за два года до его смерти, его альма-матер присвоила ему звание почетного доктора в знак признания его большой заслуги.
Ливингстон был, по словам современника, «человеком первоклассных талантов равным чему угодно, исходя из широты его образования и гениальности». В его случае он сочетал талант с высочайшим чувством общественного долга. Наследственный аристократ, Ливингстон тем не менее самоотверженно боролся за права своих сограждан. Его карьера достигла апогея на Конституционном съезде, где он помог воплотить революционную идею о том, что власть должна принадлежать народу. 

## Семья
Был женат на дочери богатого землевладельца из Нью-Джерси. Имел большую семью.

### Статьи
- John M. Mulder. William Livingston: Propagandist Against Episcopacy (англ.) // Journal of Presbyterian History. — Presbyterian Historical Society, 1976. — Vol. 54, iss. 1. — P. 83-104.